# استرس‌زا
یک عامل استرس‌زا یا تنش‌زا یا آشفته‌ساز (به انگلیسی: Stressor) یک عامل شیمیایی یا زیستی، شرایط محیطی، محرک خارجی یا رویدادی است که به عنوان ایجاد استرس برای جاندار دیده می‌شود. از نظر روان‌شناختی، یک عامل استرس‌زا می‌تواند رویدادها یا محیط‌هایی باشد که افراد ممکن است آن‌ها را خواستار، چالش‌برانگیز و/یا تهدیدکننده امنیت فردی بدانند.